# Aeroportul Qaisumah Domestic
Aeroportul Qaisumah Domestic (IATA: AQI, ICAO: OEPA) este un aeroport din Ash Sharqiyah, Arabia Saudită ce deservește zona Qaisumah⁠(d). Aeroportul a fost tranzitat în 2021 de 190.915 pasageri. A fost numit după zona deservită.
Situat la o altitudine de 358 m, aeroportul dispune de o singură pistă.